# Paraona grisea
Paraona grisea är en fjärilsart som beskrevs av Okano 1960. Paraona grisea ingår i släktet Paraona och familjen björnspinnare. Inga underarter finns listade i Catalogue of Life.